# Алістер Денністон
Алістер Гатрі Деннистон (англ. Alexander (Alastair) Guthrie Denniston, 1881—1961) — британський криптограф, перший директор спецслужби «Центру урядового зв'язку», який займав цей пост у 1919—1942 роках. Бронзовий призер Олімпійських ігор 1908 року (хокей на траві).

## Біографія
Алістер (за документами — Олександр) Денністон народився в Гріноці (Шотландія) в родині лікаря, отримав освіту в боннському і паризькому університетах. На лондонській Олімпіаді 1908 року грав у складі команди Шотландії з хокею на траві, удостоєний бронзової медалі.
Під час Першої світової війни Денністон брав участь у створенні Кімнати 40 — криптографічної служби Адміралтейства й обіймав посаду заступника директора:8. Після війни Денністон у званні капітана 3-го рангу перейшов на роботу в Оксфордський університет, де викладав німецьку мову. 1919 року Кімната 40 була розформована і на її базі, а також базі криптографічного підрозділу британської розвідки армії MI1b, була сформована «Урядова школа кодування і шифрування», УШКШ (Government Code and Cypher School, GC&CS, в 1946 році перейменована в Центр урядового зв'язку (Government Communications Headquarters, GCHQ)), керівником якої був призначений Алістер Денністон. Спочатку УШКШ була під контролем Адміралтейства й розташовувалася в Лондоні. Функції школи офіційно полягали в «консультуванні державних відомств з приводу безпеки кодів і шифрів та надання допомоги в їх впроваджені», але поряд з цим, їй було поставлено в обов'язок «вивчити методи шифрування, що використовуються іноземними державами». 1922 року за ініціативою лорда Керзона УШКШ була передана з Адміралтейства під контроль міністерства закордонних справ. З 1925 року УШКШ і британська зовнішня розвідка MI6 розташовувалися на сусідніх поверхах одного будинку, навпроти Сент-Джеймського парку.
В період з 1919 по 1939 роки УШКШ мало виявляла інтересу до радіоперехвату й обмежувалася, переважно, телеграфного листуванням іноземних представництв, розташованих на території Великої Британії, інші питання були у віданні військових. Крім того, керівництво країни розглядало криптоаналітиків в цей період не як радіоразвідників, а як дослідників, які підлягають у воєнний час мобілізації в інтересах збройних сил, тому в УШКШ направляли не найкращих фахівців. Лише в 1939 році напередодні початку другої світової війни Денністон залучив до роботи в УШКШ викладачів Оксфорда і Кембриджа, у тому числі професора Алана Тюрінга, Гордона Велчмана й шахістів Стюарта Мілнер-Беррі і Конела Х'ю О' Донела Александера. Пізніше цю четвірку прозвали «злими дядьками» (The Wicked Uncles) за їх внесок в криптографію. Поряд з кадровими питаннями, Денністон організував розгортання УШКШ на новому місці — в Блетчлі-парку, за 76 кілометрів на північ від Лондона. Вибір місця був обумовлений зручним перетином головних доріг, телеграфним повідомленням і хорошим залізничним сполученням з Оксфордом і Кембриджем. Денністон брав участь в розробці технічного проєкту облаштування об'єкта і організації переїзду. Блетчлі-Парку було дане кодове ім'я «Station X». Після ретельної підготовки в серпні 1939 року під прикриттям мисливської компанії фахівці по злому кодів переїхали Блетчлі-Парк.
Поряд з підготовкою до перебазування УШКШ, Денністон брав участь у співпраці з польськими криптографічними службами. Влітку 1939 року, коли стало ясно, що Польщі навряд чи вдасться зупинити прийдешнє німецьке вторгнення, керівництво країни ухвалило рішення передати частину криптографічного обладнання, результатів досліджень і файлів союзникам — Великої Британії і Франції. 25 липня 1939 року за дорученням польського Генерального штабу фахівці Бюро шифрів показали представникам союзників свої досягнення в криптоаналітиці, зокрема результати злому німецької шифрувальної машини «Енігма». Криптоаналітики Франції і Великої Британії самі не проводили досліджень «Енігми» аж до 1939 року, можливо, вважаючи машину невразливою. Від Великої Британії у зустрічі брали участь Алістер Денністон, Діллі Нокс і представник Королівського флоту Хемфрі Сэндвіс, відповідальний за радіоперехоплення і пеленгацію станцій противника. Поляки зобов'язалися дати кожній країні реконструйовану модель (копію) «Енігми», а також частина польського обладнання, у тому числі листи Зигальского і Бомбу Реєвского. Вже після окупації Польщі Німеччиною, співпраця британських, французьких і польських криптографів тривала, у тому числі на базі «ПК Бруно» під Парижем.
Денністон керував роботою УШКШ, поки не був госпіталізований у червні 1940 року через сечокам'яну хворобу. Оговтавшись від хвороби, у 1941 році він вилетів до США для налагодження співпраці з американськими криптографами, включаючи Вільяма Фрідмана. Наприкінці 1941 року Денністон переїхав у Лондон, де зосередився на роботі по злому дипломатичного листування:10.
Попри отриману від поляків інформацію по злому «Енігми», Денністон принаймні до літа 1940 року займав песимістичну позицію щодо можливостей злому складнішого німецького військово-морського шифру. Одного разу Денністон сказав керівнику Військово-морського відділу Блетчлі-парку: «Знаєте, німці не думають, що ви читаєте повідомлення, і я не очікую, що ви коли-небудь це зробите». Але успіхи А.Тюрінга і його команди спростували песимізм Денністона.
Уряд Великої Британії ретельно приховував успіхи в розшифровці німецьких шифрів як від противника, так і від керівництва СРСР. Так, для передачі відомостей «Ультра» в СРСР використовувалася швейцарська організація Lucy,  яка була, за легендою, джерелом інформації у верхах німецького керівництва. Інформацію, отриману від Lucy, передавав в СРСР резидент радянської розвідки в Швейцарії Шандор Радо.
У жовтні 1941 року Тьюринг, Велчман, Мілнер-Баррі і Александер звернулися, не повідомивши Денністона, безпосередньо до прем'єр-міністра Черчілля з листом, в якому скаржилися на брак кадрів і повільне реагування на їх попередні запити. У своєму листі вони також давали високу оцінку енергії й здібностям командора Едварда Тревіса. Черчілль відреагував на цей лист негайно, наказавши своїм підлеглим «діяти сьогодні ж» та надати криптоаналітикам все, чого вони потребували. За цим відбулася реорганізація GC&CS в лютому 1942 року. Керівником GC&CS був призначений Тревіс, який здійснив рішучу перебудову діяльності організації, а Денністон продовжував службу до 1945 року в ранзі заступника директора з дипломатичних і комерційних питань.
Денністон вийшов на пенсію в 1945 році, згодом викладав французьку та латинь у місті Літерхед.
Знаменитий американський криптограф Вільям Фрідман пізніше писав дочці Денністона: «Ваш батько був великою людиною, перед яким всі англомовні будуть залишатися в боргу дуже довго, якщо не завжди. Сумно, що так мало людей точно знає, що він зробив …»:11.

## Особисте життя
1917 року Алістер одружився з подругою співробітника Кімнати 40, Дороті Мері Джиллат. У шлюбі подружжя Денністон було двоє дітей, син і дочка. Їх син Робін отримав освіту у Вестмінстерській школі і Крайст-Черч, Оксфорд. Після відставки Алістер був не в змозі оплачувати навчання дітей, і плату за навчання його сина внесли благодійники, а дочці довелося покинути школу через відсутність коштів.
Згодом Робін зайнявся видавничою діяльністю і в 2007 році опублікував книгу «Тридцять секретних років» (Thirty Secret Years) — біографію свого батька.

## Нагороди
- Офіцер ордена Британської імперії (OBE) — 7 січня 1918 року[17]
- Компаньйон ордена Британської імперії (CBE) — 2 січня 1933 року[18]
- Компаньйон ордена Святого Михайла і Святого Георгія(CMG) — 12 червня 1941 року[1][19]

## У масовій культурі
А. Денністон є одним з персонажів фільму Мортена Тільдума «Гра на імітацію», що вийшов в 2014 році і отримав високу оцінку кінокритиків. Роль Денністона виконує актор Чарльз Денс.